# 川崎地質
川崎地質株式会社（かわさきちしつ）は、東京都港区三田に本社を置く大手の地質調査会社。 海洋調査などを強みとする。
地質調査業者の登録第1号である。（昭和52年11月登録）

## 会社概要
1943年に合資会社川崎試錐機製作所として創立。地下資源開発のための試錐機の製作と掘削工事が当初の事業であった。
「アースドクター」として、地質・地盤のあらゆる課題を解決する。路面下空洞探査(車両牽引式マルチチャープレーダ)や、洋上風力発電関連の海洋調査、地すべりモニタリングシステムなど技術を開発、活用している。地質調査、防災・減災対策、インフラの維持管理、エネルギー開発などの分野で事業展開をしている。

## 沿革
- 1943年7月 - 合資会社川崎試錐機製作所を創業。
- 1951年8月 - 東京都中央区京橋宝町に川崎ボーリング株式会社設立。
- 1964年10月 - 建設コンサルタントの登録を受ける
- 1969年12月 - 本社を東京都千代田区神田司町に移転。
- 1970年7月 - 本社を東京都大田区大森南に移転。
- 1970年8月 - 社名を川崎地質株式会社に変更。
- 1974年11月 - 本社を東京都大田区大森北に移転。
- 1997年9月 - 株式を店頭登録（現在のジャスダック）。
- 1998年5月 -   微化石分析所を用いた地質・土質調査ならびに文化財調査を目的として、文化財調査コンサルタント株式会社（関連会社）を設立
- 1999年4月 - 本社を東京都港区三田に移転。
- 2017年10月 -  大谷石採石場跡地の地下水を利用した熱供給を行うことを目的として、OHYA UNDERGROUND ENERGY 株式会社（関連会社）を設立[3]
- 2024年12月 - 株式会社ユニオン・コンサルタントを子会社化[4]

## 子会社
• 株式会社ユニオン・コンサルタント

## 関連会社
- 文化財調査コンサルタント株式会社
- OHYA UNDERGROUND ENERGY 株式会社

## 関連リンク
- 川崎地質公式サイト